# 水野栞
水野 栞（みずの しおり、1985年9月3日 - ）は、日本のAV女優。
特技：ピアノ、バドミントン

## 略歴
- 2004年にAVデビュー。

## 作品

### アダルトビデオ
- SHIORI debut （2004年7月30日 DVD、KUKI / TANK）
- NEW FACE 41 （2004年7月31日 DVD、KUKI / TANK）
- 風の恋人（2004年8月31日 DVD、KUKI / TANK）
- SHIORI 2nd （2004年9月30日 DVD、KUKI / TANK）
- イノセント（2004年9月30日 DVD、KUKI / TANK）
- 犯って（2004年10月30日 DVD、KUKI / TANK）
- SHIORI 3rd （2004年11月27日 DVD、KUKI / TANK）
- フェチ（2004年11月28日 DVD、KUKI / TANK）
- Pinup Girl （2005年2月21日 DVD、KUKI / TANK）
- 教えてあげる （2005年3月25日 DVD、KUKI / TANK）
- SHIORI 4th（2005年3月31日 DVD、KUKI / TANK）
- 幻惑（2005年5月25日 DVD、KUKI / TANK）
- SHIORI 5th（2005年6月24日 DVD、KUKI / TANK）
- 欲情性活（2005年6月26日 DVD、KUKI / TANK）
- 乳TANKの天使たち 14（2005年9月24日 DVD、KUKI / TANK）- 出演 あいだゆあ、内田京香、西野翔、藍ゆうき、蓮美ゆい、稲本ちえみ、亜紗美、長谷川陽子、平山たかね
- KUKIオールスター新基準モザイクスペシャル2（2007年4月20日 DVD、KUKI / TANK）- 出演 白石ひより、小森美樹、真崎あむ、青葉ゆうな、長谷川いずみ、香山聖、星野桃、小川流果、桜井あみ、唯川純、ゆづき杏、薫桜子、市川はるか、大久保あすか、吉崎直緒、桜子、大沢佑香、藤井沙菜、渚
- KUKIピンクファイル　あの新基準モザイクで魅せる！（2007年10月19日 DVD、KUKI / TANK）
- KUKIピンクファイル 水野栞 2nd（2008年3月14日 DVD、KUKI / TANK）
- KUKIピンクファイル 水野栞 3rd（2008年8月22日 DVD、KUKI / TANK）
- KUKIピンクファイル 水野栞 4th（2008年12月12日 DVD、KUKI / TANK）
- 全部見せます 水野栞 全作品×全本番（2009年9月25日 DVD、KUKI / TANK）

### 写真集
- お話してから、しましょう。（2005年4月1日 撮影：橋本雅司 出版社：双葉社）